# Corvite
Corvite é uma povoação portuguesa do Município de Guimarães que foi sede da extinta Freguesia de Corvite, freguesia que tinha 1,85 km² de área e 883 habitantes (2011), e, por isso, uma densidade populacional de 477,3 hab/km².
A Freguesia de Corvite foi criada em 1 de Janeiro de 2004 por desanexação de territórios da Freguesia de Ponte e extinta em 2013, no âmbito de uma reforma administrativa nacional, para, em conjunto com a Freguesia de Santo Tirso de Prazins, formar uma nova freguesia denominada União das Freguesias de Prazins Santo Tirso e Corvite com a sede em Prazins Santo Tirso.

## Património
- Igreja Velha de Santa Maria de Corvite[5]

## População
A freguesia foi criada pela Lei nº 62/2003, de 22 de agosto, com lugares desanexados da freguesia de Ponte.
A população registada nos censos de 2011 foi de 883 habitantes. A sua densidade populacional era de 477,3 hab./km².